# Nagaon
Nagaon o Nowgong (assamès নগাঁও) és una ciutat i municipalitat d'Assam, capital del districte de Nowgong o Nagaon. És una ciutat amb un gran creixement als darrers anys. Està situada a 26° 20′ N, 92° 41′ E / 26.333°N,92.683°E a la riba esquerra del riu Kalang. El 1832 fou establerta com a capital de districte, però el 1881 encara només tenia 4.248 habitants. La municipalitat es va crear el 1894-1895. Va ser greument afectada pel terratrèmol de 1897 i el 1901 tenia 4.430 habitants.. Consta al cens del 2001 amb una població de 325.981 habitants. La població de l'aglomeració urbana s'estimava el 2009 en 563.000 habitants sent una de les principals aglomeracions urbanes d'Assam junt amb Guwahati, Silchar i Dibrugarh.